# James Trafford
James Harrington Trafford (* 10. října 2002 Greysouthen) je anglický profesionální fotbalový brankář, který chytá za anglický klub Manchester City FC a za anglický národní tým do 21 let, se kterým vyhrál mistrovství Evropy v roce 2023.

## Klubová kariéra

### Manchester City
Trafford v srpnu 2015 podepsal ve svých 12 letech smlouvu s Manchesterem City. V červenci 2021 odešel na hostování do Accringtonu Stanley.

#### Bolton Wanderers (hostování)
Dne 13. ledna 2022 pak odešel na půlroční hostování do Boltonu Wanderers do konce sezóny 2021-22. V prvních čtyřech zápasech udržel čtyři čistá konta, což se podařilo poprvé v historii Boltonu.
15. června 2022 se Trafford vrátil do Boltonu na roční hostování. Trafford 4. února 2023 překonal rekord Boltonu v počtu čistých kont za sebou, a to při vítězství 1:0 nad Cheltenhamem Town (šlo o jeho osmé čisté konto v řadě). 2. dubna nastoupil ve finále EFL Trophy 2023 a udržel čisté konto při výhře 4:0 nad Plymouth Argyle. Traffordovo čisté konto při vítězství 1:0 proti Shrewbury Town 22. dubna bylo jeho 25. v sezóně, čímž překonal rekord v počtu čistých kont brankářů Boltonu v jedné sezóně. Sezonu zakončil s celkem 26 čistými konty. Pomohl Boltonu postoupit do play-off, v semifinále však klub podlehl Barnsley. Trafford byl zvolen nejlepším mladým hráčem klubu za sezónu 2022/23.

### Burnley
Dne 3. července 2023 přestoupil Trafford do prvoligového Burnley za částku okolo 15 milionů liber.

## Reprezentační kariéra
25. května 2022 obdržel Trafford první pozvánku do anglického týmu do 21 let před závěrečným kolem kvalifikace na mistrovství Evropy hráčů do 21 let v roce 2023. Trafford debutoval při výhře 5:0 nad Kosovem.
Dne 14. června 2023 byl Trafford povolán na závěrečný turnaj jako brankářská jednička. Během turnaje v šesti zápasech neinkasoval žádný gól, což se mu podařilo jako prvnímu brankáři v historii turnaje, a ve finále proti Španělsku chycenou penaltou pomohl Anglii k výhře 1:0.

## Ocenění

### Klubová

#### Bolton Wanderers
- EFL Trophy: 2022/23[12]

### Reprezentační

#### Anglie U21
- Mistrovství Evropy do 21 let: 2023[26]

### Individuální
- Mladý hráč roku Boltonu Wanderers: 2022/23[16]
- Nejlepší brankář turnaje Mistrovství Evropy do 21 let: 2023[27]